# Charles I. Stengle
Charles Irwin Stengle (ur. 5 grudnia 1869 w Savageville, zm. 23 listopada 1953 w Shaftos Corner w New Jersey) – amerykański polityk, członek Partii Demokratycznej.

## Działalność polityczna
W okresie od 4 marca 1923 do 3 marca 1925 przez jedną kadencję był przedstawicielem 6. okręgu wyborczego w stanie Nowy Jork w Izbie Reprezentantów Stanów Zjednoczonych.